# 五府山站
五府山站位于中国江西省上饶市广信区四十八镇，是合福客运专线上的一个车站，办理客运业务，由南昌铁路局上饶车务段管辖。总建筑面积2000多平方米，站场规模为2台4线，基本站台1座、侧式站台1座。五府山站毗邻五府山国家森林公园，结束了广信区（原上饶县）南乡片区不通铁路的历史。广信区南乡片区的花厅镇、铁山乡、应家乡、上泸镇、黄沙岭乡等乡镇以及广丰区境内的居民可就近乘坐火车出行，而不必前往上饶站乘车。

## 车站结构

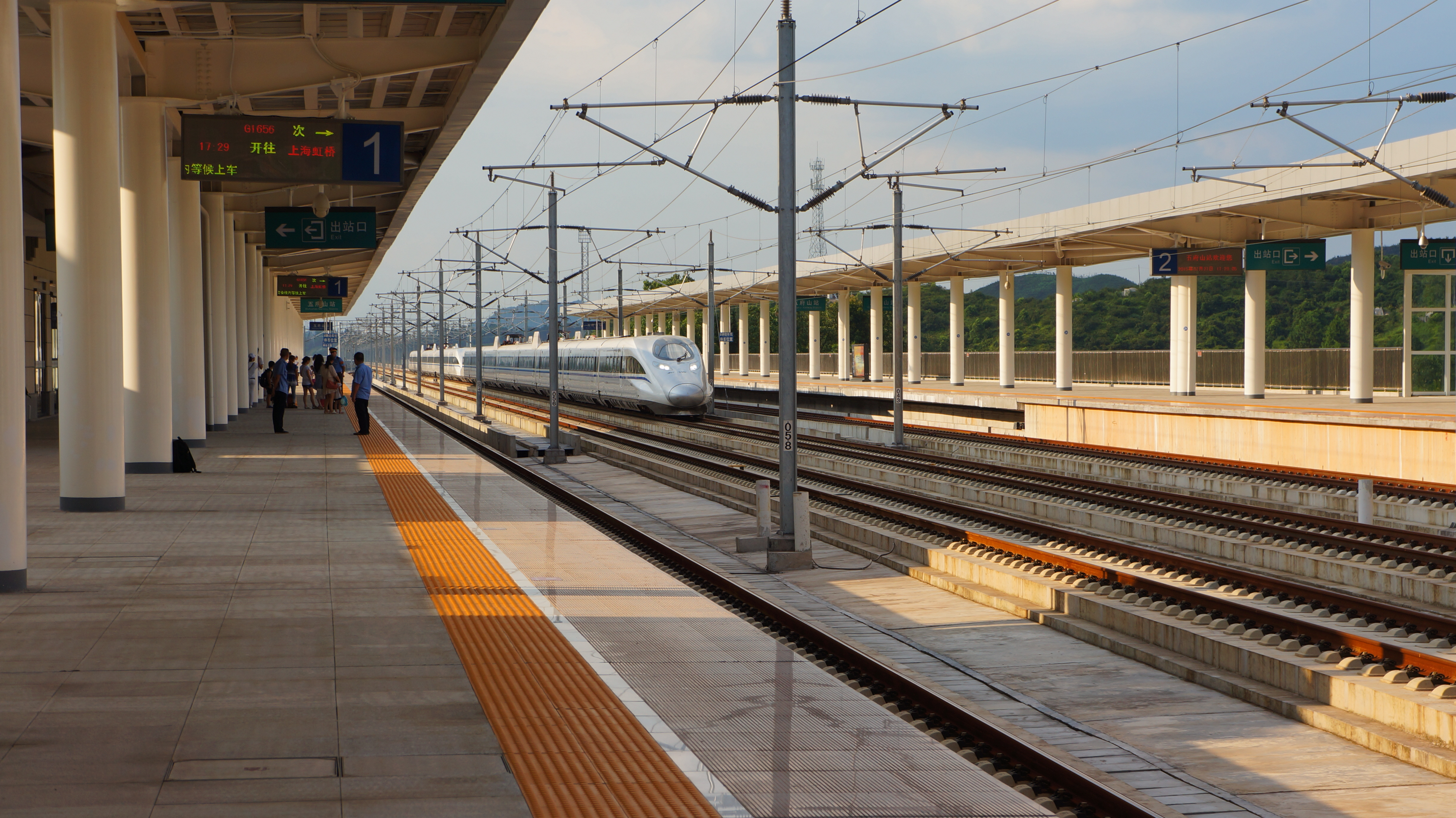
五府山站站台，此时一列重连的和谐号CRH380A型电力动车组正在通过

### 站房
五府山站总建筑面积2000多平方米，车站设有2个人工售票窗口和2台自动取售票机，车站能够满足高峰期小时发送量300人，最高聚集人数400人的要求，是全国最小的高铁站。车站建于山上，部分站台建在高架桥上。车站门口设有150级台阶通往山脚，亦有公路从山脚通往进站口。

### 站场
五府山站站台位于站房东侧，与候车室平齐，设有两座岛式站台。站房和2站台间设有地下通道。
| 2F | 侧式月台 | 侧式月台                                   |
| 2F | 2站台    | 合福客运专线 往福州方向（武夷山北）        |
| 2F | 通过线   | 合福客运专线 下行列车                      |
| 2F | 通过线   | 合福客运专线 上行列车                      |
| 2F | 1站台    | 合福客运专线 往合肥北城方向（上饶）        |
| 2F | 侧式月台 |                                            |
| 2F | 站房     | 二层候车室、检票口                         |
| 1F | 站房     | 出站口、进站口、售票、候车、检票、办公区域 |
| 1F | 接驳交通 | 停车场、公交站                             |

## 旅客列车目的地
五府山站目前每日有7趟列车停靠。
| 列车所属路局 | 目的地                 |
| ------------ | ---------------------- |
| 北京铁路局   | 北京南、福州、厦门北   |
| 南昌铁路局   | 北京南、福州、厦门北   |
| 上海铁路局   | 福州、合肥南、上海虹橋 |